# West Coast Classic 1976
Il West Coast Classic 1976 è stato un torneo di tennis giocato sul sintetico indoor. È stata la 2ª edizione del torneo, che fa parte del Commercial Union Assurance Grand Prix 1976. Si è giocato a Perth in Australia, dal 25 al 31 ottobre 1976.

## Campioni

### Singolare
Ray Ruffels ha battuto in finale  Phil Dent con il punteggio di 6–0 4–6 2–6 6–3 6–2

### Doppio
Dick Stockton /  Roscoe Tanner hanno battuto in finale  Bob Carmichael /  Ismail El Shafei con il punteggio di 6–7, 6–1, 6–2